# Улица Карла Маркса (Кронштадт)
Улица Ка́рла Ма́ркса — улица в Кронштадте. Соединяет улицу Восстания и Макаровскую улицу к востоку от проспекта Ленина.
Протяжённость улицы — около 1,3 км.

## История
С XVIII века до 2 ноября 1918 года улица называлась Соборной, по находившемуся на ней (точнее, на Соборной площади) Андреевскому собору.

## География
Улица Карла Маркса пролегает с севера на юг (по нумерации домов), соединяя улицы Восстания и Мартынова между улицей Зосимова и проспектом Ленина. Пересекает с севера на юг: Кронштадтскую, Флотскую, Гражданскую, Советскую улицы, Безымянный переулок, улицу Велещинского, улицу Сургина, улицу Мартынова.
Южная часть улицы пролегает вдоль Обводного канала. Со стороны канала вдоль неё тянется благоустроенный бульвар. В южной части бульвара, на берегу канала, находится памятник блокадной колюшке.

## Здания и сооружения
По нечётной стороне
- № 9 (угол с Флотской улицей) — дом Д. Федулаевой, построен в 1832—1833 гг., выявленный объект культурного наследия;[3]
- № 13 (угол с Гражданской улицей) — Гостиный двор, построен в 1833—1835 гг., архитектор В. С. Маслов, объект культурного наследия федерального значения;[4]
- № 13 (угол с Безымянным переулком) — дом Д. Никитина, построен в 1853 году, редакция газеты «Кронштадтский вестник», выявленный объект культурного наследия;[5]
- № 15 — съезжий дом Купецкой части, ныне пожарная часть № 46;
- № 31 — Кронштадтский районный суд;
- № 33 (угол с улицей Мартынова) — жилой дом конца XVIII века, объект культурного наследия регионального значения.

По чётной стороне
- № 4 (угол с Кронштадтской улицей) — два дома С. Корали, построены в 1867 году (архитектор Ф. И. Трапезников) и 1868 году (архитектор И. Гречухин), выявленные объекты культурного наследия;
- № 8 (выходит на углы с Владимирской и Флотской улицами) — жилой дом купца Мурашева, построен в 1826—1827 гг., объект культурного наследия регионального значения;[6]
- № 16 (угол с Советской улицей) — Морская библиотека, построена в 1910—1926 гг., архитектор Г. А. Косяков, объект культурного наследия федерального значения[7].

## Транспорт
Общественный транспорт по улице не проходит. В середине улицы находится остановка «Гостиный двор» автобусов № 1Кр, 2Кр, 101 на Советской улице. Транспорт следует параллельно по проспекту Ленина.